# روندا (کارولینای شمالی)
روندا (به انگلیسی: Ronda) شهری در ایالت کارولینای شمالی کشور ایالات متحده آمریکا است که جمعیت آن در سرشماری سال ۲۰۱۰ میلادی، ۴۱۷ نفر بوده‌است.